# سريجة أكولة
سريجة أكولة أو سريجا أكولا (مواليد 31 يوليو/تموز 1998) لاعبة كرة طاولة هندية. فازت ببطولة الهند الوطنية مرتين. وهي حاليًا المصنفة الأولى في الهند في فردي السيدات. حصلت أكولة على جائزة أرجونا عام 2022.